# Flourensia macroligulata
Flourensia macroligulata là một loài thực vật có hoa trong họ Cúc. Loài này được Seeligm. mô tả khoa học đầu tiên năm 1960.